# Bugarach
Bugarach is een gemeente in het Franse departement Aude (regio Occitanie) en telt 196 inwoners (2009). De plaats maakt deel uit van het arrondissement Limoux.

## Geografie
De oppervlakte van Bugarach bedraagt 25,5 km², de bevolkingsdichtheid is 7,2 inwoners per km². Het plaatsje ligt in de schaduw van de Pic de Bugarach, en wordt omringd door meerdere riviertjes met schilderachtige watervallen.

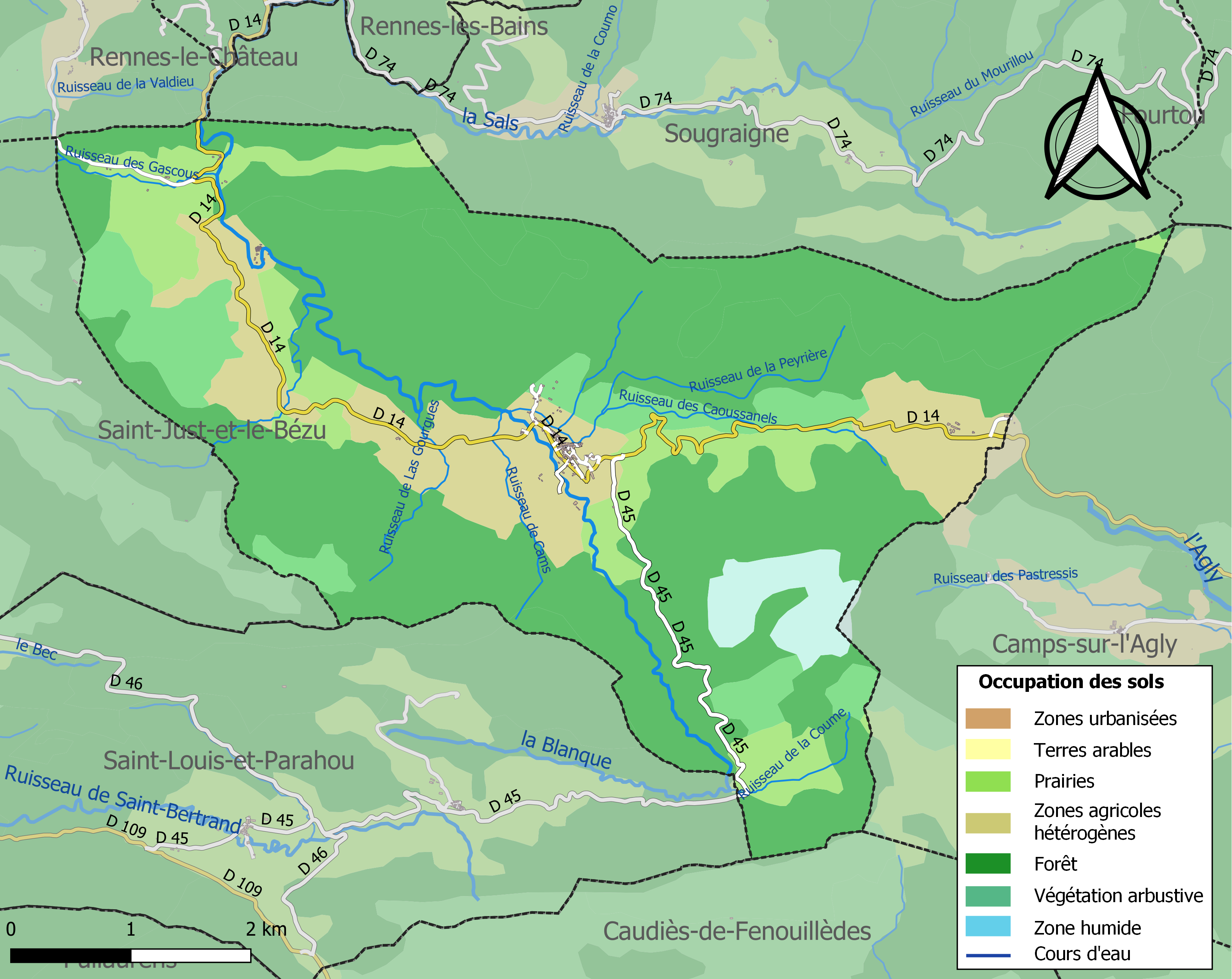
Kaart van de gemeente met de belangrijkste infrastructuur, bodemgebruik en omliggende gemeenten

## Geschiedenis
Het gebied kent al zeer lang een menselijke bewoning, maar de eerste sporen van Bugarach onder deze naam stammen uit de 13e eeuw. Na de verovering door Franse troepen van Simon van Montfort viel het plaatsje toe aan Pierre de Voisins, de Seneschalk van Toulouse en de Razés. Het dorpje wordt daarna in meerdere teksten genoemd, en steeg tot een zekere prominentie in de 19e eeuw, toen het een belangrijke kern in de industrie van de bovenloop van de Aude werd.
Tijdens de Zevenjarige oorlog onder het regime van Lodewijk XV ((1756-1763) werd de bevolking van het dorp zwaar getroffen: Een deel van de dorpsbewoners deden mee aan de veldtocht, maar werd krijgsgevangen gemaakt. Zij kwamen in Opper-Silezië (in het tegenwoordige Polen) terecht, alwaar ze zich bekwaamden in de hoedenindustrie. Teruggekeerd uit hun gevangenschap gebruikten ze de aldaar opgedane kennis om met de in de omgeving voorhanden zijnde grondstoffen een bloeiende hoedenmakersindustrie opzetten. Dit bleef de motor van de bugarachoise economie, totdat deze industrie zich in in de 19e eeuw om praktische redenen naar het naastgelegen Espéraza verplaatste
Tegenwoordig richt het dorpje zich vooral op de landbouw en in toenemende mate op het toerisme. Vanaf het einde van de twintigste eeuw trok het plaatsje vooral hippies en aanhangers van de New Age. Het toerisme kreeg een stevige impuls door de voorspelling dat het dorpje tijdens de aangekondigde ondergang van de wereld in 2012 gespaard zou worden, hetgeen leidde tot een onderzoek van het Franse interministeriële comité ter bestrijding van sectarische uitwassen MIVILUDES dat voor een golf zelfmoorden ter plekke vreesde als de aangekondigde apocalyps onverhoopt geen doorgang mocht vinden, alsook een sterke prijsstijging van het plaatselijk onroerend goed. Deze gebeurtenissen werden door de lokale bevolking met enige afstand bekeken en riepen zelfs verzet op.

## Demografie
Onderstaande figuur toont het verloop van het inwonertal (bron: INSEE-tellingen).

Vanwege een beveiligingsprobleem met de MediaWiki Graph-software is het momenteel niet mogelijk deze grafiek weer te geven. Zodra de software is bijgewerkt zal de grafiek vanzelf weer zichtbaar worden.